# Точњица
Точњица (слч. Točnica) насељено је мјесто са административним статусом сеоске општине (слч. obec) у округу Лучењец, у Банскобистричком крају, Словачка Република.

## Становништво
| Година:    | 1994. | 2004.    | 2014.    | 2024.   |
| ---------- | ----- | -------- | -------- | ------- |
| Број људи: | 293   | 323      | 399      | 392     |
| Разлика:   |       | +10,23 % | +23,52 % | -1,75 % |

| Година:    | 2023. | 2024.   |
| ---------- | ----- | ------- |
| Број људи: | 394   | 392     |
| Разлика:   |       | -0,50 % |

Према подацима о броју становника из 2011. године насеље је имало 392 становника.